# Broch de Mousa
El broch de Mousa és l'exemple millor conservat d'un broch o torres de doble mur, localitzat a les Shetland, Escòcia (Regne Unit). És el més alt dels quals encara es conserven en peus al món i està entre els edificis prehistòrics millor conservats d'Europa. Es creu que es va construir al voltant de l'any 100 aC, un dels 570 brochs construïts per tota Escòcia.

## Descripció
Té un dels diàmetres conjunts menors d'entre els brochs, així com una de les bases de mur més gruixuts i interiors més petits. La seva construcció massissa (així com la seva localització remota) és probablement la principal explicació del seu excel·lent estat de conservació.
Situat a l'illa de Mousa, té uns 13 metres d'alt i és accessible per una sola entrada a nivell del sòl. Una vegada dins, el visitant pot ascendir per una escala interna fins a una galeria oberta al capdamunt. És l'únic broch que està sencer fins a dalt, incloent l'escala entre murs original. Està construït en pedra seca sense morter, de manera que qualsevol pertorbació pot causar molt dany. La característica construcció amb murs buits està molt clara en aquest lloc.
El broch va passar per almenys dues fases d'ocupació. En la seva condició original sens dubte va contenir una casa rodona de fusta amb almenys una planta alçada que descansava en una cornisa a 2,1 metres sobre el nivell del sòl. Aquesta planta s'aconseguia probablement per l'escala de pedra de dins del mur. Una segona cornisa d'uns 3,09 metres més amunt podria haver recolzat una segona planta o una teulada. El passadís d'entrada era baix i de llinda amb lloselles planes, i en la roca inferior hi havia una cisterna d'aigua. En la roca també hi havia una àmplia llar rectangular.

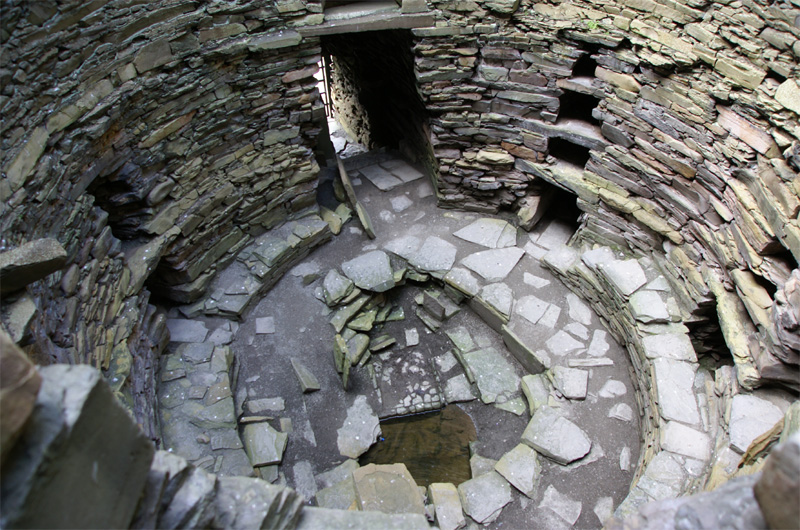
Interior del broch de Mousa.

Temps després se li va afegir un banc de pedra al voltant de la base de la paret interior i això es va estendre una mica cap a l'entrada. La casa de fusta rodona potser va ser demolida llavors; certament es va demolir abans que la petita "timonera" (amb tres pilars de pedra) es construís a l'interior.
Les ocupacions per part d'escandinaus es reflecteixen probablement en el fet que les llindes originàriament baixes del broch s'arrenquessin (poden veure's les seves restes), i la porta exterior es va doblar en altura (ara s'ha restaurat al seu nivell baix original). Això implica que l'interior i l'entrada estaven plenes de deixalles de manera que els escandinaus van haver d'alçar el sostre del passadís per entrar.
Als Museus Nacionals d'Escòcia a Edimburg hi ha un gran fragment de vora del broch de Mousa, trobat probablement durant la neteja del segle xix. Forma part d'una gran gerra de vora tornada cap a l'exterior amb una superfície exterior negra brunyida al foc i una flauta horitzontal al llarg de la superfície interior de la vora.
El gener de 2005 es va anunciar que els arqueòlegs usarien un escàner làser en 3 dimensions per catalogar l'estructura detalladament per a possibles reparacions. Amb els escàners és possible actualment veure com l'estructura es va construir detalladament.

## Escaterets

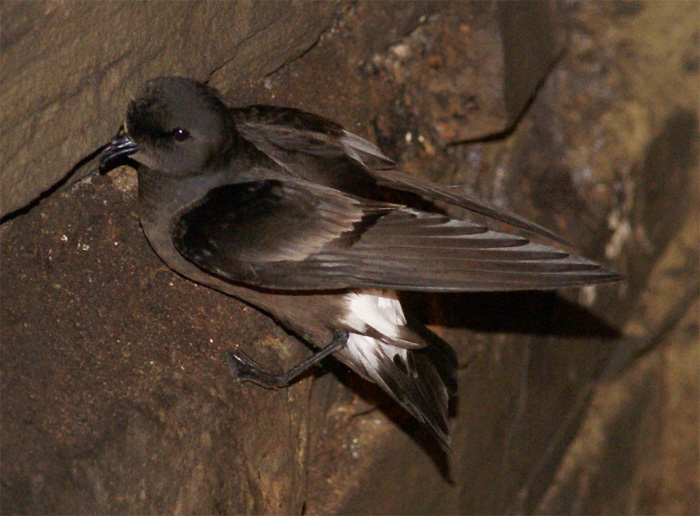
Un escateret europeu fotografiat en el broch de Mousa.

El broch de Mousa és ben conegut entre els observadors d'ocells per ser lloc de cria de l'escateret europeu. L'illa alberga un total al voltant de 6800 parelles de cria en total, que representen al voltant del 8 % de la població britànica total i al voltant del 2,6 % de la població mundial. Algunes d'aquestes aus nien en caus dins del propi broch.